# Barbara Tarbuck
Barbara Tarbuck est une actrice américaine, née le 15 janvier 1942 à Détroit (Michigan) et morte le 26 décembre 2016 à Los Angeles (Californie) à l'âge de 74 ans, des suites de la maladie de Creutzfeldt-Jakob. 

## Biographie
Barbara Tarbuck a joué dans de nombreux films et séries télévisées, dont notamment Hôpital central, American Horror Story, NCIS : Enquêtes spéciales, Glee, Dexter ou Mad Men.

## Filmographie
- 1979 : Victime (Mrs. R's Daughter) de Dan Curtis : Michelle